# Vera Rubin
Vera Cooper Rubin (ur. 23 lipca 1928 w Filadelfii, zm. 25 grudnia 2016 w Princeton) – amerykańska astronom, autorka pionierskich badań nt. ciemnej materii.

## Życiorys

### Dzieciństwo i młodość
Jej rodzicami byli Philip Cooper (urodzony w Wilnie jako Pesach Kobczewski) i Rose z domu Applebaum (córka imigrantów z Besarabii); mieli oni również starszą córkę, Ruth.
W 1938 roku przeprowadziła się wraz z rodzicami z Filadelfii do Waszyngtonu. Gdy zaczęła wykazywać zainteresowanie nocnym niebem, wraz z ojcem zbudowała prosty teleskop. Wbrew sugestiom nauczycieli, którzy – znając zainteresowania młodej Very – sugerowali jej zajęcie się malowaniem obrazów o tematyce kosmicznej, zdecydowała się na karierę naukową.

### Kariera naukowa
W 1948 roku ukończyła Vassar College. Dalszą naukę zamierzała kontynuować na Uniwersytecie w Princeton, jednak jej podanie zostało odrzucone ze względu na płeć. Ostatecznie podjęła studia na Cornell University, które ukończyła w 1951 roku. W 1954 uzyskała stopień doktora na Georgetown University – jej promotorem był George Gamow. Była członkiem Papieskiej Akademii Nauk oraz National Academy of Sciences (NAS).
W 1970 rozpoczęła badania ruchu wirowego Galaktyki Andromedy i przez obserwacje wypłaszczenia jej krzywej rotacji doszła do wniosku, że rozciąga się ona dalej niż jest widoczna. Wyjaśnieniem mógłby być fakt, że galaktyka składa się w dużej części z ciemnej materii; koncepcja ta była rewolucyjna i początkowo odrzucana przez ówczesnych naukowców. Również sama Rubin nie uważała takiej interpretacji za właściwą.

### Życie prywatne
Miała czworo dzieci, z których wszystkie zdobyły stopień doktora w naukach ścisłych. Zmarła w nocy 25 grudnia 2016 roku.

## Upamiętnienie
Jej imieniem nazwano asteroidę (5726) Rubin, grzbiet Vera Rubin Ridge na Marsie oraz Obserwatorium im. Very C. Rubin.

## Wyróżnienia i nagrody
- 1994 – nagroda Henry Norris Russell Lectureship przyznana przez American Astronomical Society
- 1996 – Złoty Medal Królewskiego Towarzystwa Astronomicznego (jako druga kobieta)
- 2003 – Bruce Medal
- 2004 – Medal Jamesa Craiga Watsona

Jej imieniem została nazwana planetoida (5726) Rubin.